# Fugledrengen
Fugledrengen er en dansk dokumentarfilm fra 2019 instrueret af Simon Lereng Wilmont.

## Handling
12-årige Reshat bor sammen med sin mor og sin yngre bror i de endeløse oliefelter uden for Aserbajdsjans hovedstad Baku. Reshat mistede sidste år sin far. Det har skabt en stor og dyb sorg i Reshat. Stort set samtidigt mistede Reshat også sine fem nye brevduer. Duerne fløj væk, fordi han ikke vidste, hvordan han skulle træne dem. Han er sjældent rigtig glad mere, men det hjælper, da en af Reshats nære venner en dag introducerer ham til den gammel mand Rahim, der træner brevduer. Den gamle mands kærlighed til duerne vækker både drømmen om at blive brevduetræner, men også frygten for at miste, og den skal han nu overvinde. Heldigvis er drømmen stærkere end frygten.